# Burgruine Pfeffersberg
Die Burgruine Pfeffersberg, auch Pfefferburg genannt, ist eine Burgruine am Pfeffersberg am Westhang des Talkessels von Brixen. Der Burghügel fällt nach drei Seiten steil ab und ist gegen die Bergseite im Westen durch eine Einsenkung mit Rückfallkuppe geschützt. Hier wurde eine vorgeschichtliche Siedlung festgestellt. Eine Schatzsage, die sich auf das Schloss Pfeffersberg bezieht, deutet auf ihr hohes Alter hin. Auf der Kuppe des Hügels befinden sich die Fundamente des Bergfrieds und weiter östlich 3 m hohe, ca. 1,20 m dicke Mauern, die von der Ringmauer herrühren, die hier wahrscheinlich mit dem Palas verbaut war. Diese Ringmauer ist von weither sichtbar und wird fälschlicherweise für eine Weinbergmauer gehalten. Zwischen Bergfried und Ringmauer befinden sich die Reste eines alten Brunnens. Die gesamte Anlage ist stark von Gestrüpp überwachsen, sodass ihre Ausmaße nur schwer erkennbar sind. Der Hügel bietet eine gute Aussicht über die Stadt Brixen und das gesamte Talbecken.

## Geschichte
Die Burg Pfeffersberg (castrum Pfefferwurg) wurde in der zweiten Hälfte des 12. Jahrhunderts (1194) auf dem 740 Meter hohen Moränenschuttkegel zwischen dem Burger- und Oberebnerhof erbaut. Als Erbauer gilt Hermann vom Michaelstor (de Porta sti. Michaelis) ein Bruder des Ministerialen und Burggrafen Albert, Begründer des Geschlechts der Voitsberger. Dieser Hermann nannte sich von nun an „von Pfefferberg“. Das Geschlecht starb aber schon um 1260 mit Hermanns Enkeln Gottschalk, Arnold und Konrad aus und fiel daraufhin an die Herrn von Voitsberg zurück. Urkundlich wird die Burg Pfeffersberg 1233 erwähnt, als dort Bischof Heinrich dem Domkapitel gewisse Einkünfte bestätigte. Im Zuge der Fehde zwischen den Voitsbergern und Bischof Bruno wurde die Burg Voitsberg geschleift, die Burg Pfeffersberg wurde schwer beschädigt und daraufhin verlassen. Die Burg verfiel zusehends und wurde von den umliegenden Bauern als Steinbruch benutzt. Marx Sittich von Wolkenstein schrieb in seiner Tirolischen Chronik (um 1600): „außer Brixen der Stadt, nicht weit auf ainen pichel ist ein alter thuren genant Pfeferwurg, aber ist alles zerfallen … hat sein eigenen gerichtel zue gehabt, genant Pfeferwurg, geheart aber iaz unther der stadt Brixen obrigkeit“. Noch bis 1830 ragten der Bergfried und die Teile des Palas auf, weshalb man die Ruine den „öden Turm“ nannte. Mitte des 19. Jahrhunderts wurden die Reste des Bergfrieds von Studenten zerstört, die Mauersteine wurden zum Bau des Postgebäudes in der Trattengasse verwendet. Heute werden der Hügel und der Platz davor vom Grundeigentümer privat genutzt. Die Mauerreste des Bergfrieds und des Brunnens sowie die Ringmauer harren noch ihrer Freilegung.

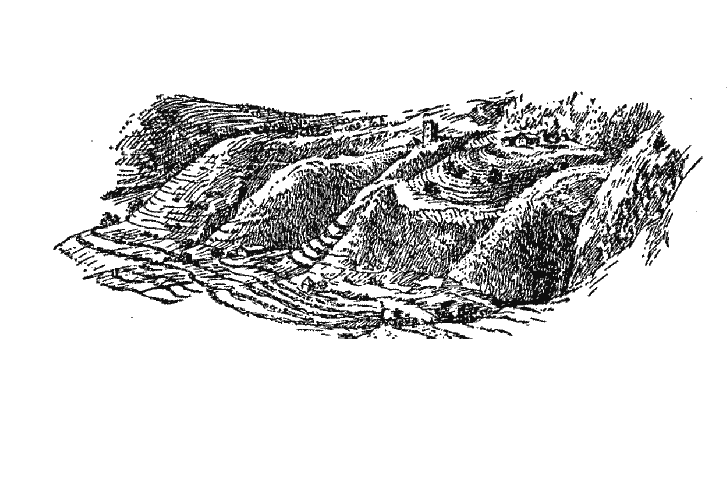
Tuschezeichnung mit dem Bergfried der Ruine Pfefferburg
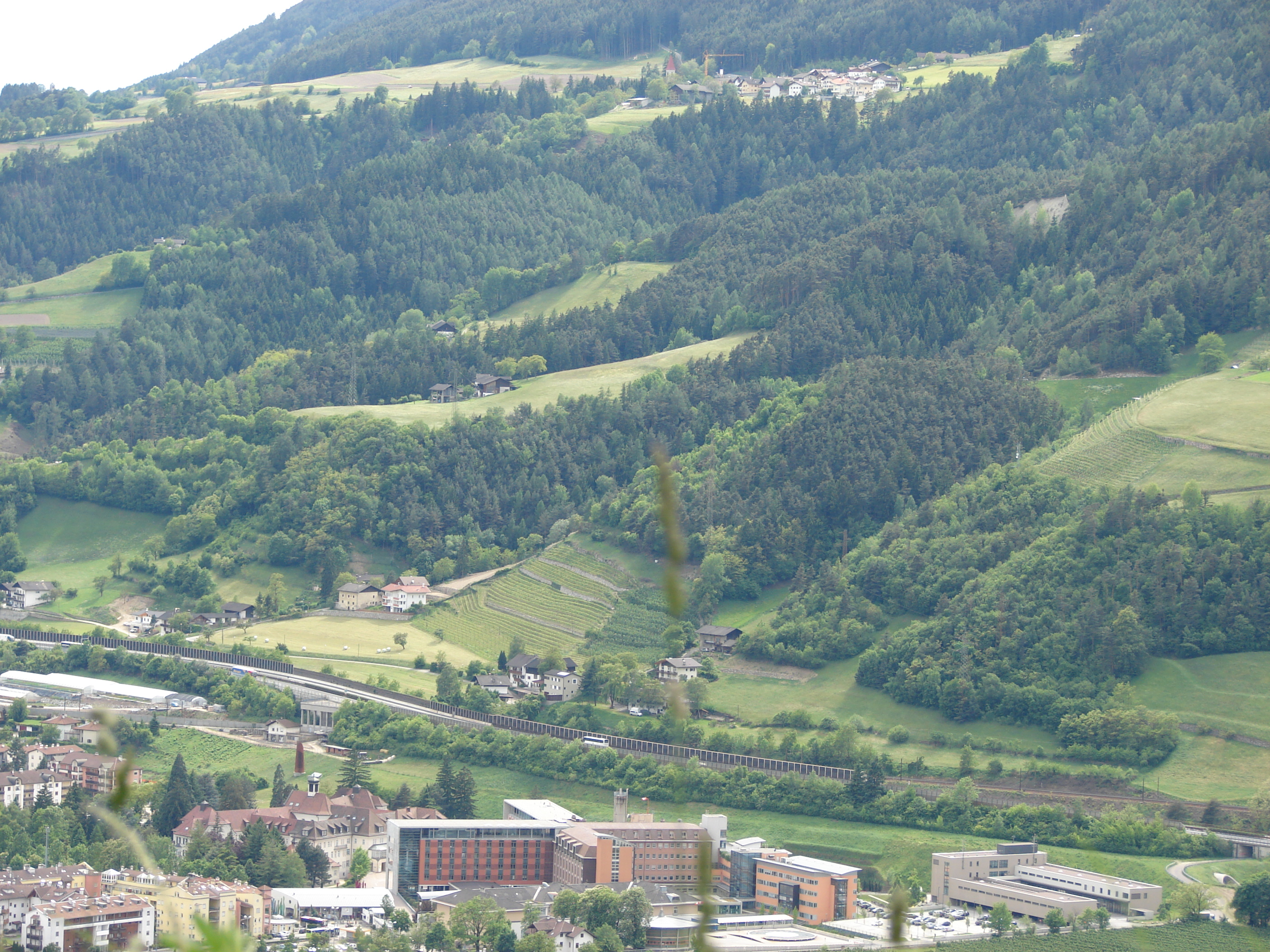
Untereben und Burgfrieden mit dem Hügel Pfefferburg
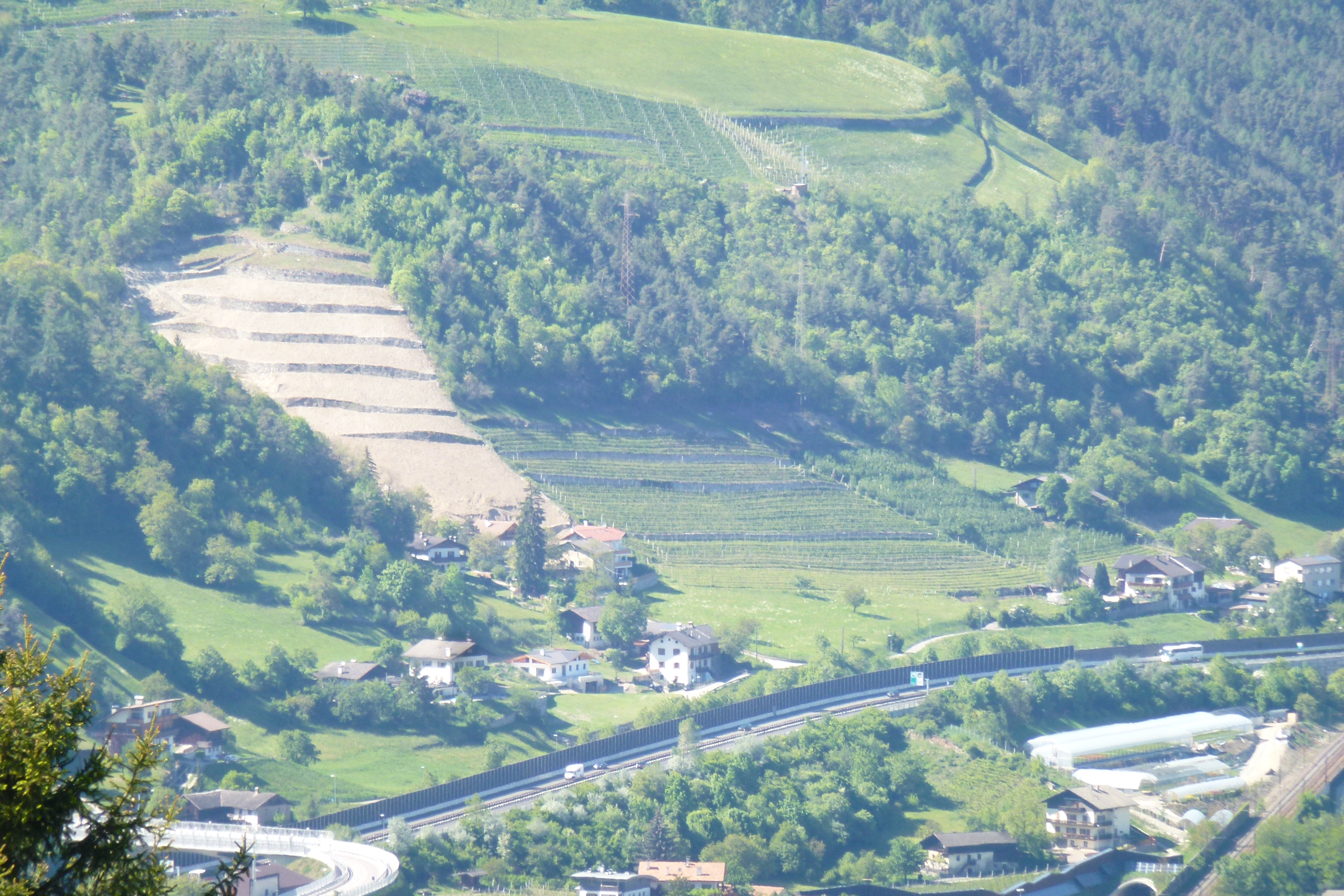
Der Hügel der Ruine Pfefferburg mit Spuren des alten Zugangs